# Pengetransport
En pengetransport, er en special varevogn, der bruges til at fragte penge fra et lager til en bank.
| Artikelstump | Spire Denne artikel om penge eller valuta er en spire som bør udbygges. Du er velkommen til at hjælpe Wikipedia ved at udvide den. |